# 莱塞尔·琼斯
莱塞尔·琼斯（英語：Leisel Jones，1985年8月30日—），澳大利亚女子游泳运动员。2008年夏季奧林匹克運動會女子100米蛙泳金牌得主，2004年夏季奧林匹克運動會該項银牌得主。